# (8704) Sadakane
(8704) Sadakane est un astéroïde de la ceinture principale.

## Description
(8704) Sadakane est un astéroïde de la ceinture principale. Il fut découvert le 17 décembre 1993 à Ōizumi par Takao Kobayashi. Il présente une orbite caractérisée par un demi-grand axe de 2,18 UA, une excentricité de 0,18 et une inclinaison de 3,5° par rapport à l'écliptique.

## Compléments